# Eois expressaria
Eois expressaria är en fjärilsart som beskrevs av Walker 1861. Eois expressaria ingår i släktet Eois och familjen mätare. Inga underarter finns listade i Catalogue of Life.